# 賴赫拉德

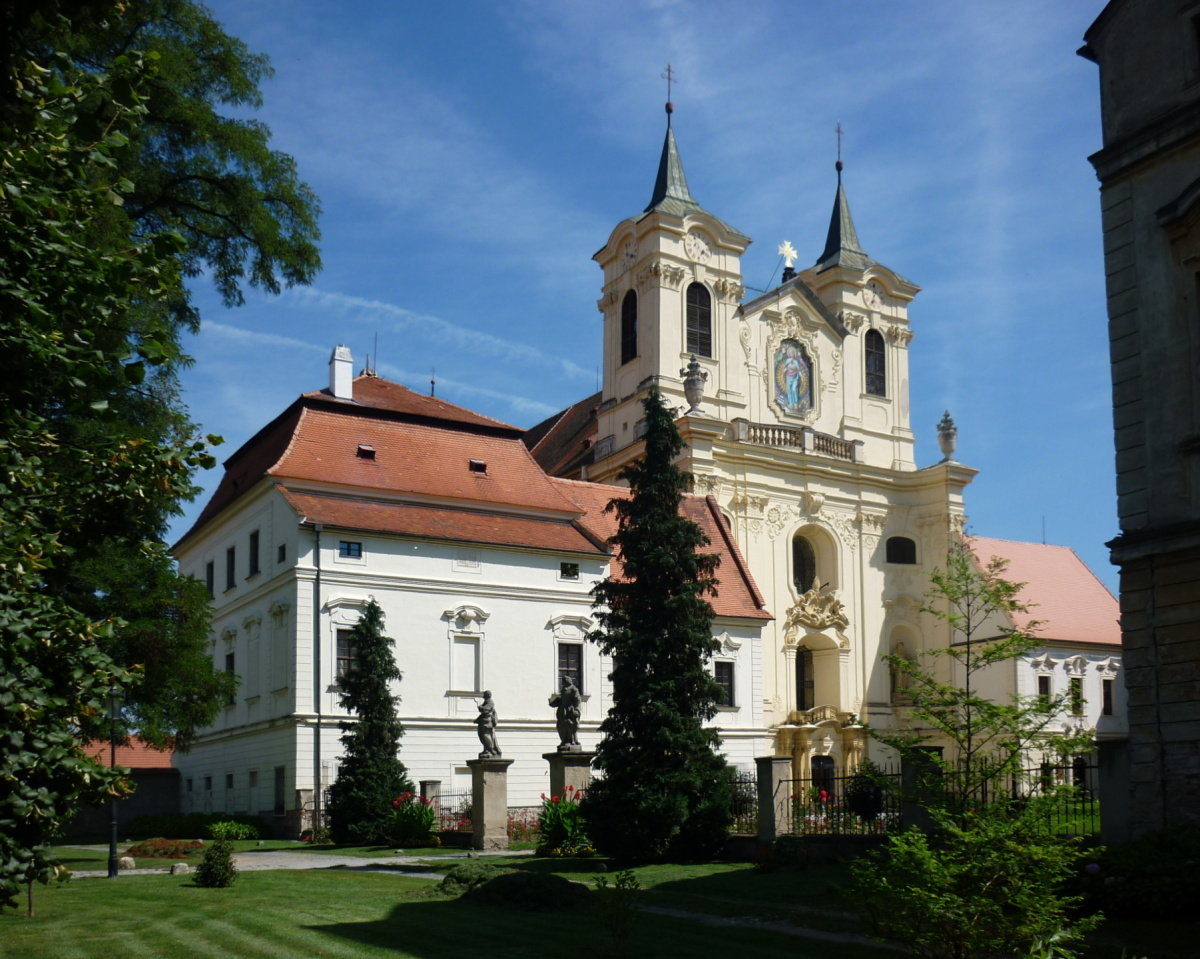

賴赫拉德是捷克的城鎮，位於該國東南部，距離布爾諾12公里，由南波希米亞州負責管轄，面積9.48平方公里，海拔高度190米，2012年人口3,193。

## 外部連結
- （捷克文） Official website （页面存档备份，存于）